# Red Prysock

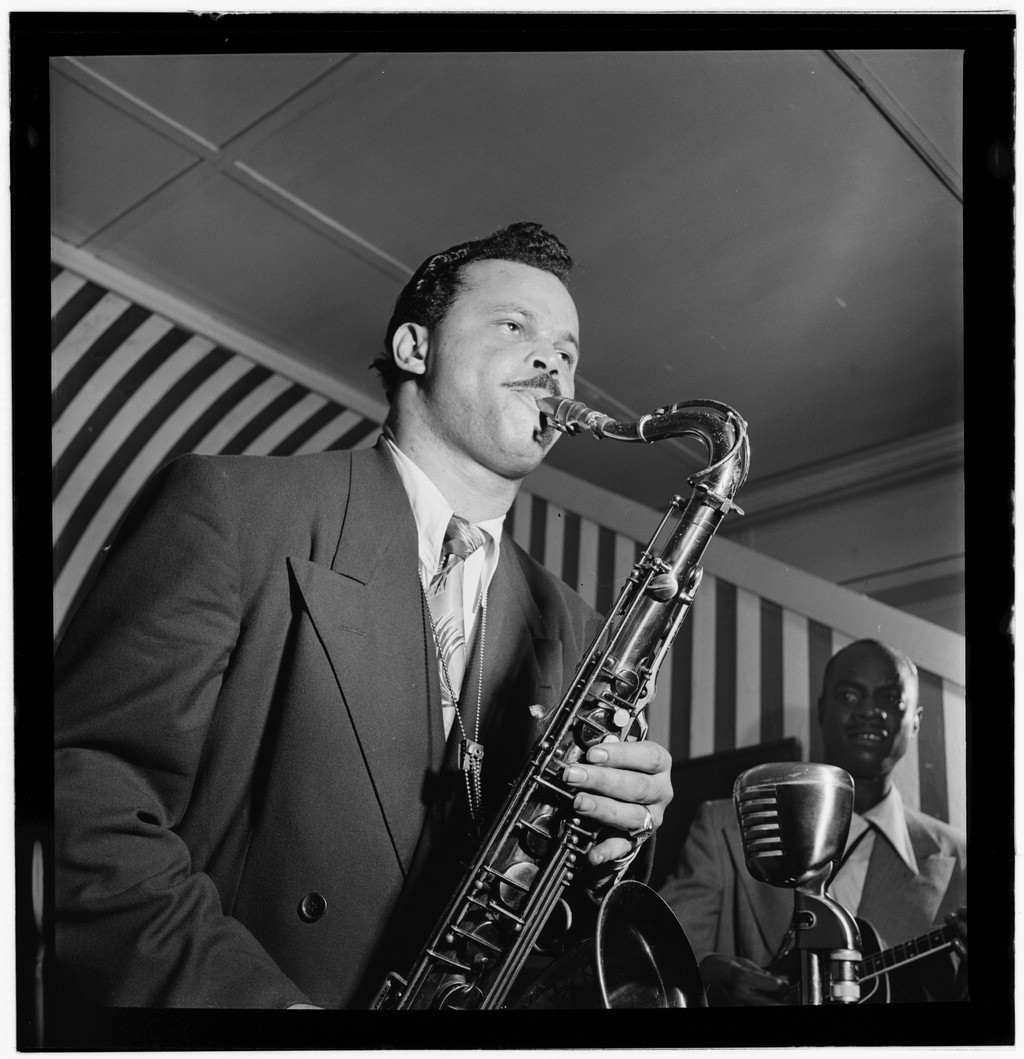
Red Prysock

Wilbert Prysock, beter bekend als Red Prysock (Greensboro, 2 februari 1926 - Chicago, 19 juli 1993) was een Amerikaanse tenorsaxofonist in de jazz en rhythm & blues. Hij was een energieke saxofonist.
Prysock, een broer van zanger Arthur Prysock, ging rond 1943 saxofoon spelen, waarbij hij beïnvloed werd door Coleman Hawkins, Lester Young en Don Byas. Na zijn diensttijd speelde hij eind jaren veertig bij Tiny Grime's Rocking Highlanders, waarmee hij ook opnames maakte voor Atlantic en Gotham Records. Hij speelde kort bij Roy Milton (1950) en was daarna actief bij de band van Tiny Bradshaw. Hij stond met Bradshaw enkele keren in de opnamestudio en speelde solo op Bradshaw's hit "Soft" uit 1953 (gecomponeerd door Prysock zelf). In 1953 was hij enige tijd lid van de band van Cootie Williams, daarna leidde hij zijn eigen band waarmee hij vijf albums en talloze singles met jumptunes en rockers opnam voor Mercury. Zijn grootste hit was het rhythm & bluesnummer "Hand Clappin'" in 1955. In datzelfde jaar werd hij lid van Alan Freed Rock and Roll Orchestra, dat live optrad. In de jaren zestig speelde hij mee op verschillende hits van zijn broer Arthur. Andere mannen met wie hij opnam waren Tab Smith, Bull Moose Jackson, Roy Brown, Screamin' Jay Hawkins, Lonnie Johnson en Wynonie Harris.

## Discografie (selectie)
- Battle Royal (met Sil Austin)
- Rock and Roll-The Best of Red Prysock (opnames Mercury en Wing Records), AVI, 1996
- Swingsation: Red Prysock, (opnames 1951-1961), Verve, 1999
- Cryin' My Heart Out (opnames 1952-1956), Saxophonograph, 2010